# Hyomys dammermani
Hyomys dammermani és una espècie de mamífer rosegador de la família dels múrids. Viu a altituds d'entre 1.400 i 2.800 msnm a Indonèsia i Papua Nova Guinea. Es tracta d'un animal nocturn i arborícola. El seu hàbitat natural són els boscos tropicals humits, les vores dels boscos i els jardins vells. Es desconeix si hi ha cap amenaça significativa per a la supervivència d'aquesta espècie. Aquest tàxon fou anomenat en honor del zoòleg neerlandès Karel Willem Dammerman.